# Одесса (Саскачеван)
Одесса (англ. Odessa; 2016 р. населення: 205 осіб) — село в канадській провінції Саскачеван у складі сільської громади Френсіс № 127 і відділу перепису № 6. Громада розташована 60 км на південний схід від міста Реджайна на шосе 48.

## Історія
Одесса утворена як село 14 березня 1911 року.

## Демографія
Згідно з переписом населення 2021 року, проведеним Статистичною службою Канади, в Одессі проживало 220 осіб, які проживали в 91 із 99 приватних будинків, що на 7,3% більше, ніж у 2016 році (205 осіб). Площа території Одесси становила 1,08 км2 (0,42 кв. миль). ), у 2021 році щільність населення становила 203,7/км2 (527,6/кв. миль).
Згідно з даними перепису населення 2016 року, у селищі Одесса проживало 205 осіб, які проживали у 86 із 96 приватних будинків, а−16,6% зміни порівняно з населенням у 239 осіб у 2011 році. При земельній ділянці площею 1,18 км2 (0,46 миля2), щільність населення становила 173,7/км у 2016 році.

## Спорт
Загальне
Як і всі маленькі громади Саскачевану, Одесса процвітає завдяки спорту. Сама Одесса має одну льодову хокейну арену, двох діамантів з трав’яним м’ячем і трьох ромбів для грейпболу, а також критий спортивний зал у громадському центрі. Ці об’єкти надають можливості для численних видів діяльності, включаючи хокей, мітбол, рингетт, бейсбол, софтбол, слоупітч, волейбол, бадмінтон, хокей на паркеті та баскетбол.
Команди (не для кожної вікової групи та виду спорту є команда)

## Бізнес
Організації та підприємства в Одессі включають:
- Odessa Co-op (Gas Station & Convenience Store)
- Phil's Electric 
- Hoffart's Services Inc. (Behlen & HSI Manufacturing)
- Adam's Welding and Machine Shop
- Odessa Community Rink (Arena)
- SGI Odessa Branch
- Plainsveiw Credit Union (Odessa Branch)
- Chuckers Place (Odessa Bar)